# Lychas perfidus
Espèce
Synonymes
- Isometrus perfidus Keyserling, 1885

Lychas perfidus est une espèce de scorpions de la famille des Buthidae.

## Distribution
Cette espèce se rencontre aux Fidji et aux Salomon.

## Description
La femelle holotype mesure 40,6 mm.
Lychas perfidus mesure de 30 à 40,6 mm.

## Systématique et taxinomie
Cette espèce a été décrite sous le protonyme Archisometrus perfidus par Keyserling en 1885. Elle est placée dans le genre Archisometrus par Kraepelin en 1899 puis dans le genre Lychas par Pocock en 1900.

## Publication originale
- Keyserling, 1885  : Die Arachniden Australiens nach der Natur beschrieben und abgebildet. Ordo Scorpiones. von Bauer und Rape Verlag, Nürnberg, p. 1-48 (texte intégral).